# Родољуб
Родољуб је српско име мушког рода. Може се односити на следеће особе:
- Родољуб Чолаковић (1900–1983), комунистички политичар
- Родољуб Марјановић (1988), фудбалер
- Родољуб Пауновић (1985), фудбалер
- Родољуб „Роки“ Вуловић (1955), певач